# Scott Glosserman
Scott Glosserman (Bethesda, 21 de novembre de 1976) és un director, guionista i productor de cinema estatunidenc. Després de graduar-se va treballar durant un temps en una agència a Beverly Hills. Va debutar com a director el 2006 amb l'atípic terror Behind the Mask: The Rise of Leslie Vernon, a mig camí entre el cinema i el documental, narra els fets d'un aspirant a assassí en sèrie que vol emular les gestes dels assassins més famosos del cinema slasher. Per la pel·lícula va guanyar diversos premis en festivals com el FanTasia, el Gen Art Film Festival i el Premi Carnet Jove al XXXIX Festival Internacional de Cinema Fantàstic de Catalunya
El 2010 va dirigir el documental Truth in Numbers? Everything, According to Wikipedia, que relata el fenomen global de la Viquipèdia.

## Filmografia
| Any  | Pel·lícula                                           | paper              |
| ---- | ---------------------------------------------------- | ------------------ |
| 2001 | No Escape: Prison Rape                               | Productor associat |
| 2006 | Behind the Mask: The Rise of Leslie Vernon           | Director           |
| 2010 | Truth in Numbers? Everything, According to Wikipedia | Director           |
| 2011 | The Truth Below                                      | Director           |

## Premis i nominacions
| Any  | Premi                                        | Organització                             | Treball                                    | Categoria             | Resultat  |
| ---- | -------------------------------------------- | ---------------------------------------- | ------------------------------------------ | --------------------- | --------- |
| 2006 | Millor pel·lícula europea/Nord-sud americana | FanTasia                                 | Behind the Mask: The Rise of Leslie Vernon | Premi d'Or            | Guanyador |
| 2006 | Prem,i L’Écran Fantastique                   | FanTasia                                 | Behind the Mask: The Rise of Leslie Vernon | Premi d'Or            | Guanyador |
| 2006 | Premi Séquences                              | Séquences magazine                       | Behind the Mask: The Rise of Leslie Vernon | Premi del jurat       | Guanyador |
| 2006 | Premi del Públic                             | Gen Art                                  | Behind the Mask: The Rise of Leslie Vernon | Gen Art Film Festival | Guanyador |
| 2006 | Carnet Jove - menció especial                | Festival de Sitges                       | Behind the Mask: The Rise of Leslie Vernon | Midnight X-Treme      | Guanyador |
| 2006 | Premi del públic a la millor pel·lícula      | Festival de cinema After Dark de Toronto | Behind the Mask: The Rise of Leslie Vernon | Millor pel·lícula     | Guanyador |